# Olivier Deleuze
Olivier Deleuze (Saint-Josse-ten-Noode, 18 dicembre 1954) è un politico belga, membro del partito Ecolo.

## Biografia
Olivier Deleuze ha studiato scienze agrarie  all'Université Catholique de Louvain, dove si è laureato nel 1977 come ingegnere agricolo. Come obiettore di coscienza, ha prestato servizio civile nel 1978 all'Inter-Environnement Bruxelles, dove è diventato vicepresidente. Nel 1977 è stato coinvolto con Friends of the Earth (Amici della terra) e con il Workshop per la ricerca e l'azione urbana (Atelier de recherches et d'actions urbaines, ARAU).
Nel 1980 ha co-fondato il partito ecologista Ecolo e ha partecipato alle elezioni parlamentari del Belgio nel 1981 con José Daras come uno dei primi due parlamentari Ecolo nella Camera dei rappresentanti belga. Nel 1986 c'erano differenze con la leadership del partito Ecolo, che negoziava con i liberali e i cristiani sociali nel Consiglio regionale vallone, dopodiché Deleuze ha restituito il mandato parlamentare.
ha lavorato come ingegnere nel controllo dell'inquinamento atmosferico presso Syprim-Air Industrie. Nel 1989 è diventato direttore di Greenpeace Belgium. Un incarico che ha ricoperto fino al 1995, quando è stato di nuovo eletto alla Camera dei rappresentanti belga ed è stato anche presidente dei Verdi (Ecolo e Agalev).
Dopo il grande successo dei Verdi belgi nelle elezioni del 1999 Ecolo e Agalev con i socialisti ei liberali formano una "coalizione arcobaleno", in cui Olivier Deleuze come uno dei quattro membri dei Verdi entra nel governo Verhofstadt I come Segretario di Stato federale per l'Energia e lo Sviluppo Sostenibile mentre il Dipartimento dei Trasporti è guidato da Isabelle Durant. Durante il suo mandato, il governo belga ha deciso di eliminare gradualmente il nucleare. Quando il Belgio ha tenuto la presidenza dell'UE nella seconda metà del 2001, ha diretto la delegazione europea alla Conferenza delle Nazioni Unite sui cambiamenti climatici a Marrakech nel 2001.
Nel maggio 2003, Olivier Deleuze e Isabelle Durant lasciarono il governo federale dopo essere arrivati a differenze inconciliabili sulla questione dei voli notturni. 15 giorni dopo, i Verdi hanno subito una sconfitta nelle elezioni del 2003. Sebbene Olivier Deleuze avesse ottenuto un mandato, lo restituì, e Zoé Genot subentrò a lui alla Camera dei rappresentanti. Dal 2004 al 2010, Deleuze è stato responsabile delle relazioni con la società civile al Programma delle Nazioni Unite per l'ambiente (UNEP) a Nairobi.
Nel 2010, Olivier Deleuze è tornato in Belgio ricandidandosi di nuovo alla Camera dei rappresentanti, questa volta per la circoscrizione di Bruxelles-Hal-Vilvorde. Fu nuovamente eletto alla Camera dei rappresentanti e poi capo gruppo dei Verdi.
Nelle elezioni locali belghe del 14 ottobre 2012 Ecolo ha vinto a Watermael-Boitsfort con il secondo maggior numero di voti. Dal momento che Ecolo formò una coalizione con il Movimento Riformatore (MR), Gestione Municipale (GMH) e Centro Democratico Umanista (CDH), Deleuzte sostituì il borgomastro ad interim Martine Payfa nella carica di sindaco divenendo il primo sindaco verde di un comune nella Regione di Bruxelles-Capitale.
Al congresso del partito Ecolo nel marzo 2012, è stato eletto insieme a Emily Hoyos co-presidente del partito, succedendo a Jean-Michel Javaux e Sarah Turine. Dopo i fallimenti dei Verdi in diverse elezioni, Emily Hoyos e Olivier Deleuze hanno annunciato nel 2014 un congresso del partito con nuove elezioni per l'esecutivo per il 2015, in cui hanno prevalso Zakia Khattabi e Patrick Dupriez.